# Ha Yul-ri
Ha Yul-ri (en hangul, 하율리; 13 de enero de 1999) es una actriz surcoreana. Es conocida en sus primeros años de carrera por sus actuaciones como secundaria en las series de televisión The Red Sleeve, Today's Webtoon, Érase un amor rural y El cuento de la dama Ok.

## Carrera
Se graduó en la Escuela Secundaria Nacional de Artes Tradicionales, donde estudió danza coreana. Después se matriculó en el Departamento de Cine de la Universidad Sejong.
Debutó como actriz de cine, en el cortometraje The Selfish de 2018, una obra de 29 minutos protagonizada por ella, y con la que ganó el premio a la mejor actriz en el 1.er Festival Internacional de Cortometrajes de Hongseong.
Su primer trabajo en televisión fue un papel secundario en El mito de Sísifo, de 2021; allí la dirigió Jin Hyuk, quien tres años más tarde la llamaría para El cuento de la dama Ok. Ese mismo año y el siguiente participó en el reparto de dos dramas históricos, Lovers of the Red Sky y The Red Sleeve. En la primera encarnó a una audaz, fascinante y misteriosa gisaeng, mientras que en la segunda recibió mucha atención del público por su personaje Bae Kyung-hee, una compañera de la protagonista. En esta ocasión tuvo la dificultad añadida de encarnar al mismo personaje a sus 20 y a sus 40 años, en la segunda parte de la serie.
En 2022 fue la popular artista de webtoons Apple en Today's Webtoon. Su personaje esconde un corazón cálido tras una apariencia directa y espinosa, y con él Ha pudo mostrar otra faceta de sus recursos como actriz. Pudo además plasmar su personaje con cierta libertad, porque no existía en la obra original sobre la que se basa la serie, y su labor recibió críticas favorables. Ese mismo año fue una veterinaria en Érase un amor rural, y al año siguiente tuvo un papel de reparto en Pandora: bajo el paraíso.
En 2024 encadenó sus dos primeros papeles de villana de la trama, en El juego de la pirámide y El cuento de la dama Ok. La primera es un drama de suspenso ambientado en una escuela secundaria femenina, y su personaje es el de una de las seguidoras de la impulsora del juego que da título a la serie.
Un salto importante en su carrera fue el personaje de la dama Kim So-hye en la serie de época El cuento de la dama Ok. Es la antigua ama y antagonista de esta, que vive durante siete años malgastando la fortuna familiar para perseguirla y castigarla. Para prepararlo, y dado que era su primera vez en este papel de joven malvada, Ha se inspiró en el personaje de Tanashiri, interpretado por Baek Jin-hee en la serie Empress Ki. En principio había hecho la audición para otro papel, el de la fiel Baek-yi, pero el director consideró que tenía una imagen demasiado fuerte para este personaje. Aunque ella hubiera preferido cambiar de registro, pues acababa de terminar El juego de la pirámide con otro personaje de villana, al final creyó que fue una buena elección, porque algunas de las escenas en las que intervino (por ejemplo, aquella en la que golpea a la esclava Gudeok envuelta en una estera) dejaron una fuerte impresión en los espectadores. Además, la serie gozó de un éxito notable, lo que sirvió para popularizar su rostro. La propia Ha afirmó que, si bien había notado la atención del público después de The Red Sleeve y El juego de la pirámide, había sido mucho menos marcado que en esta ocasión.

## Filmografía

### Cine
| Año  | Título      | Hangul        | Papel     | Notas                      | Ref.  |
| ---- | ----------- | ------------- | --------- | -------------------------- | ----- |
| 2018 | The Selfish | 이기적인 것들 | Seung-hee | Cortometraje, protagonista | [ 1 ] |

### Series de televisión
| Año     | Título                   | Papel                  | Canal    | Notas     | Ref.                |
| ------- | ------------------------ | ---------------------- | -------- | --------- | ------------------- |
| 2021    | El mito de Sísifo        | Choi Go-eun            | JTBC     |           | [ 14 ]              |
| 2021    | Lovers of the Red Sky    | Mae-hyang, una gisaeng | SBS      |           | [ 15 ] [ 6 ] [ 16 ] |
| 2021-22 | The Red Sleeve           | Bae Kyung-hee          | MBC      |           | [ 17 ] [ 18 ]       |
| 2022    | Today's Webtoon          | Apple                  | SBS      |           | [ 19 ] [ 20 ]       |
| 2022    | Érase un amor rural      | Choi Min               | Kakao TV | Serie web | [ 21 ] [ 22 ]       |
| 2023    | Pandora: bajo el paraíso | Go Hae-soo de joven    | tvN      |           | [ 23 ] [ 24 ]       |
| 2024    | El juego de la pirámide  | Bang Woo-yi            | TVING    | Serie web | [ 25 ] [ 26 ]       |
| 2024    | El cuento de la dama Ok  | Kim So-hye             | JTBC     |           | [ 27 ] [ 28 ]       |

## Premios y nominaciones
| Año  | Premios                                                   | Categoría               | Papel          | Resultado | Ref.   |
| ---- | --------------------------------------------------------- | ----------------------- | -------------- | --------- | ------ |
| 2018 | 1.er Festival Internacional de Cortometrajes de Hongseong | Mejor actriz            | The Selfish    | Ganadora  | [ 14 ] |
| 2021 | Premios MBC Drama                                         | Mejor actriz revelación | The Red Sleeve | Candidata |        |